# Orthogonia crispina
Orthogonia crispina là một loài bướm đêm trong họ Noctuidae.